# Tříjezerní slať

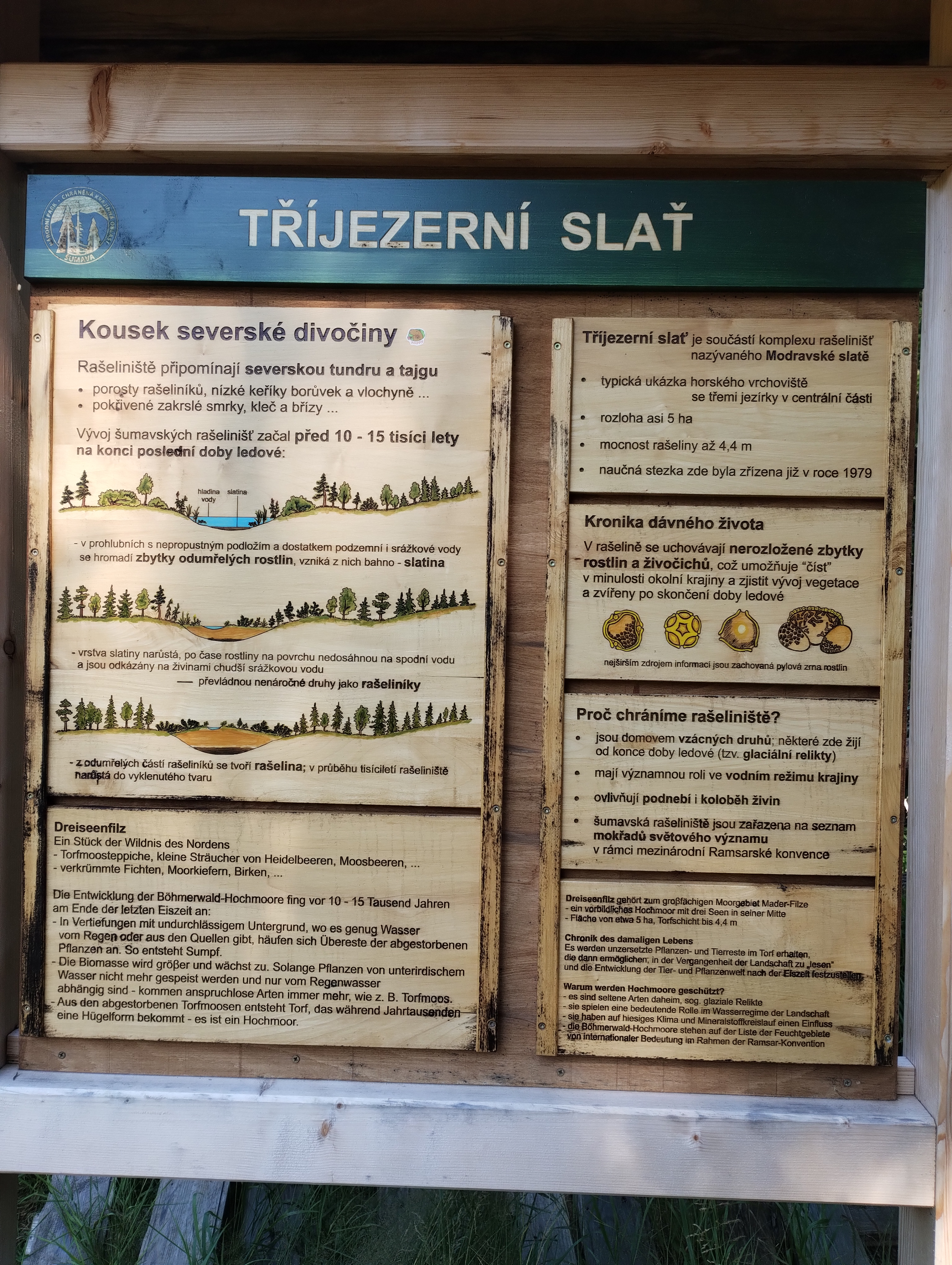
Informační tabule

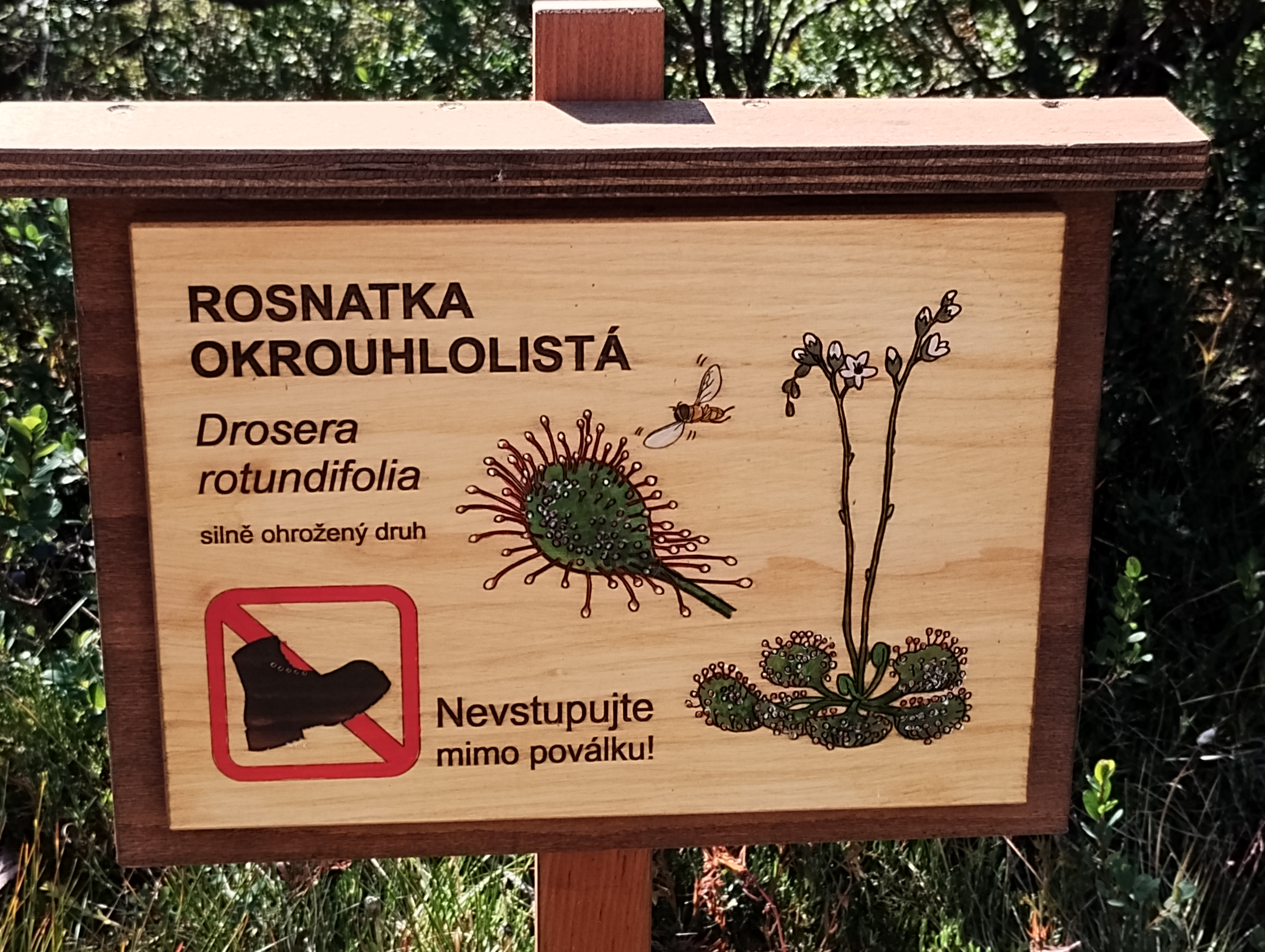
Informační tabulka - Rosnatka okrouhlolistá

Tříjezerní slať je menší horské vrchoviště ležící v nadmořské výšce 1062 m o přibližné rozloze 5 ha. Nachází se pod svahem Oblíku (1224 m n. m.) v I. zóně národního parku Šumava, asi 3 km severozápadně od obce Modrava, na pomezí katastrálních území Javoří Pila a Vchynice-Tetov I. Je typickým šumavským rašeliništěm vrchovištního typu, na kterém se vyskytuje mnoho vzácných rostlin.

## Přístup
Z Modravy se lze ke slati dostat po červeně značené turistické značce vedoucí kolem Roklanského potoka (proti proudu). Cesta vede kolem bývalé usedlosti Rybárny (Fischerhütte).
Územím slati prochází cca 800metrová naučná stezka s 11 zastaveními s informačními tabulemi. Vedena je po dřevěném povalovém chodníčku kolem tří rašelinných jezírek, podle kterých dostala slať jméno. Návštěvníci dozví o vegetaci rašeliniště i jeho povrchových útvarech, ale také o vzniku a složení rašeliny.

## Vodní režim
Hnědá barva vody v jezírcích je způsobena vylouhováním rašeliny. Jezírka mají rozlohu 447 m², 70 m² a 24 m². Odvodňována jsou na sever potokem, který je přítokem Hrádeckého potoka nad Vchynicko-tetovským kanálem a dále do Vydry.

## Flóra a fauna
Z bylin se zde vyskytuje blatnice bahenní (Scheuchzeria palustris), klikva bahenní (Oxycoccus palustris), šicha černá (Empetrum nigrum), kyhanka sivolistá (Andromeda polifolia) nebo masožravá rosnatka okrouhlolistá (Drosera rotundifolia). Keřový porost dál od jezírek přechází v podmáčenou smrčinu.
Kolem jezírek poletuje velké množství pestře zbarvených vážek. Vyskytuje se zde také vzácná znakoplavka horská (Notonecta reuteri Hungerford, 1928).

Flóra a fauna na Tříjezerní slati (ilustrační fotografie)
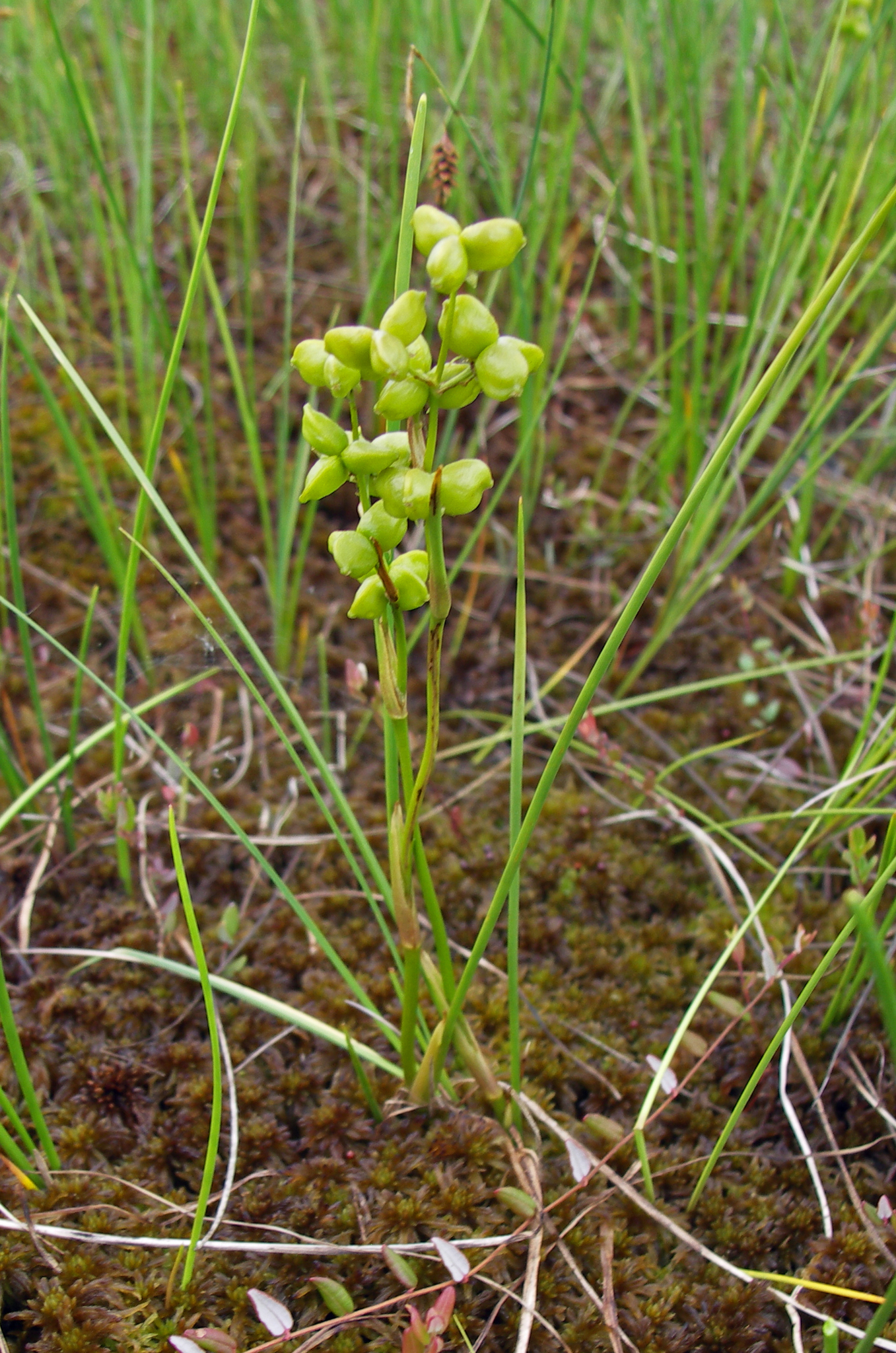
blatnice bahenní
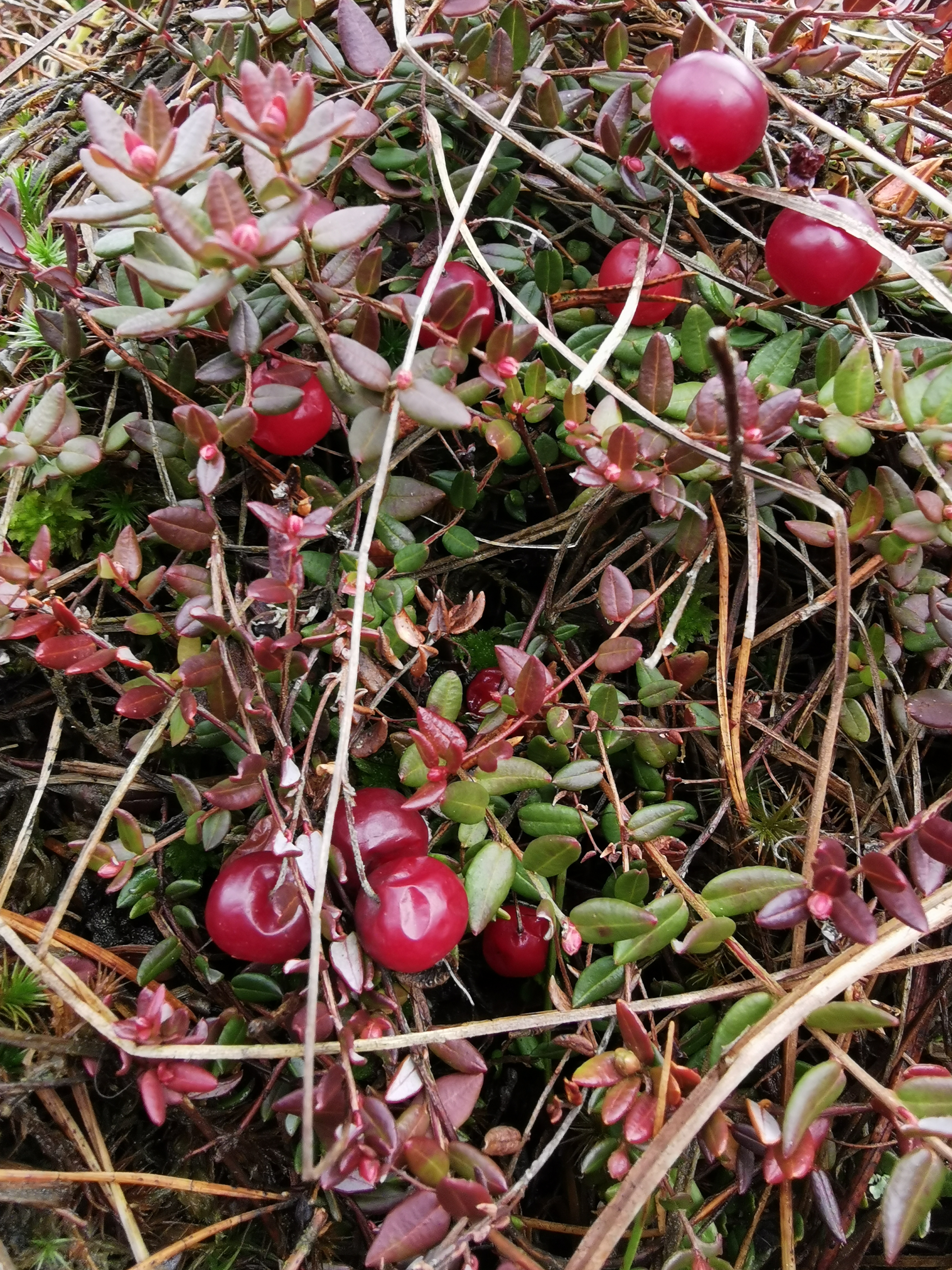
klikva bahenní
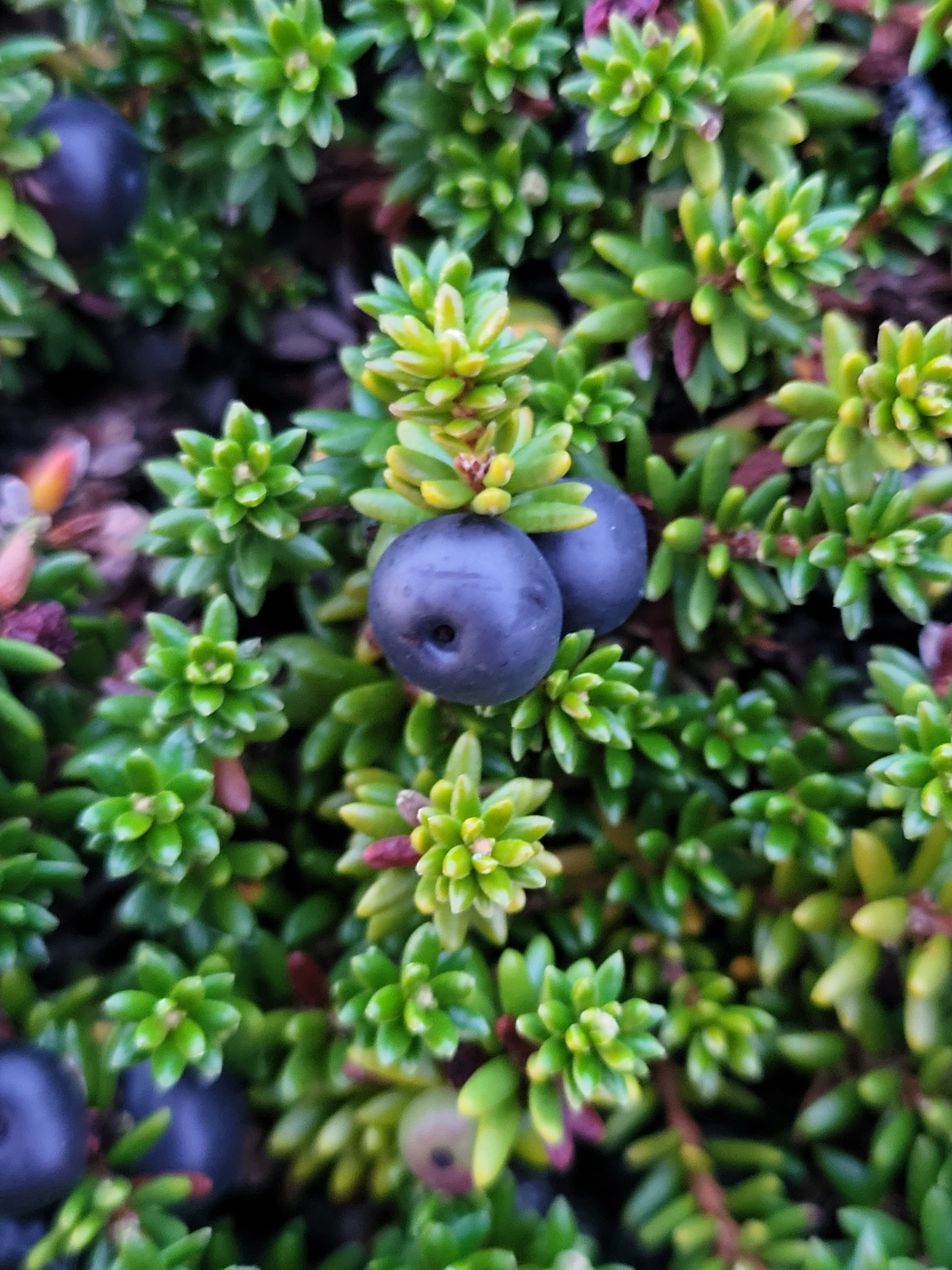
šicha černá
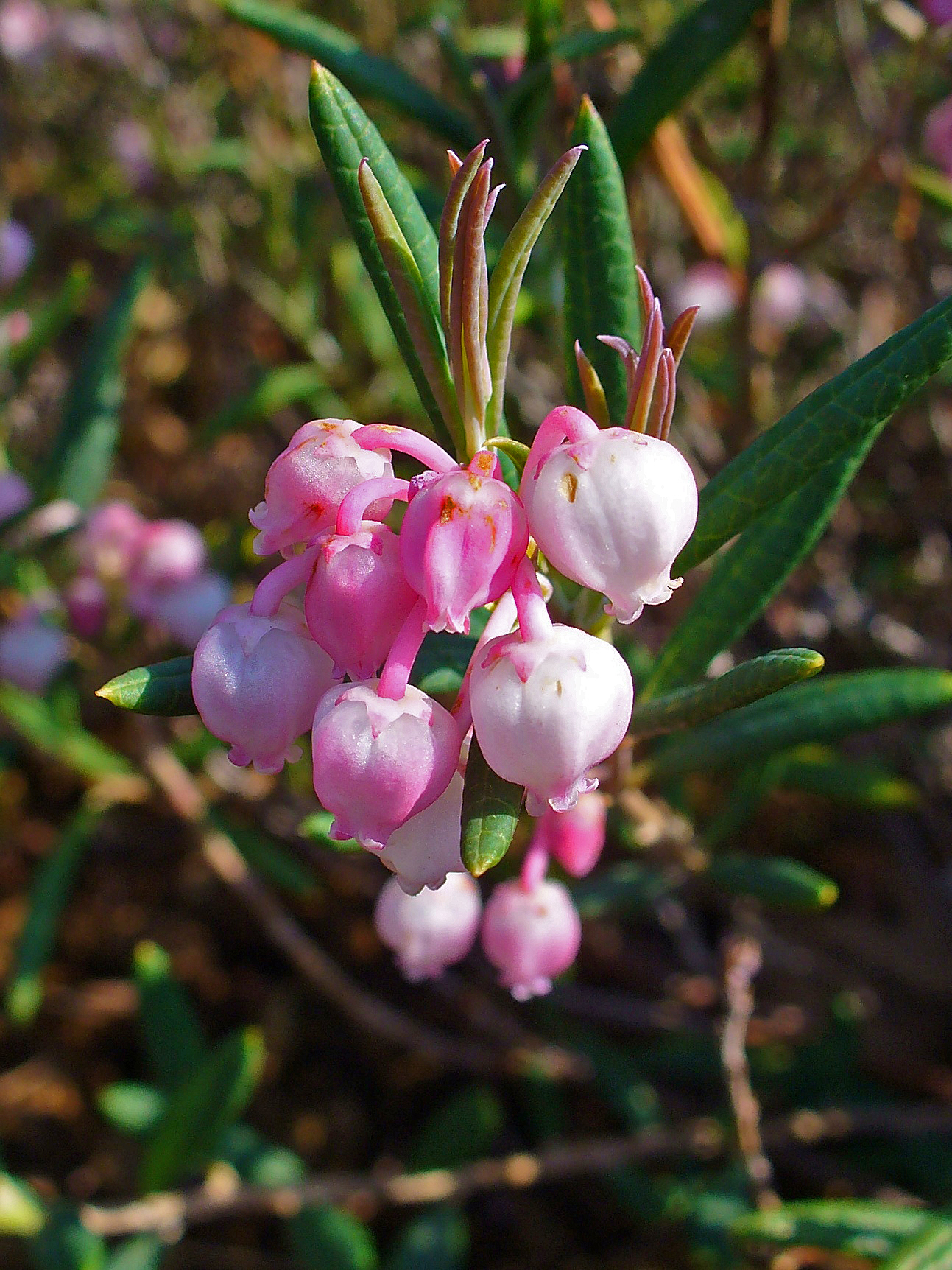
kyhanka sivolistá
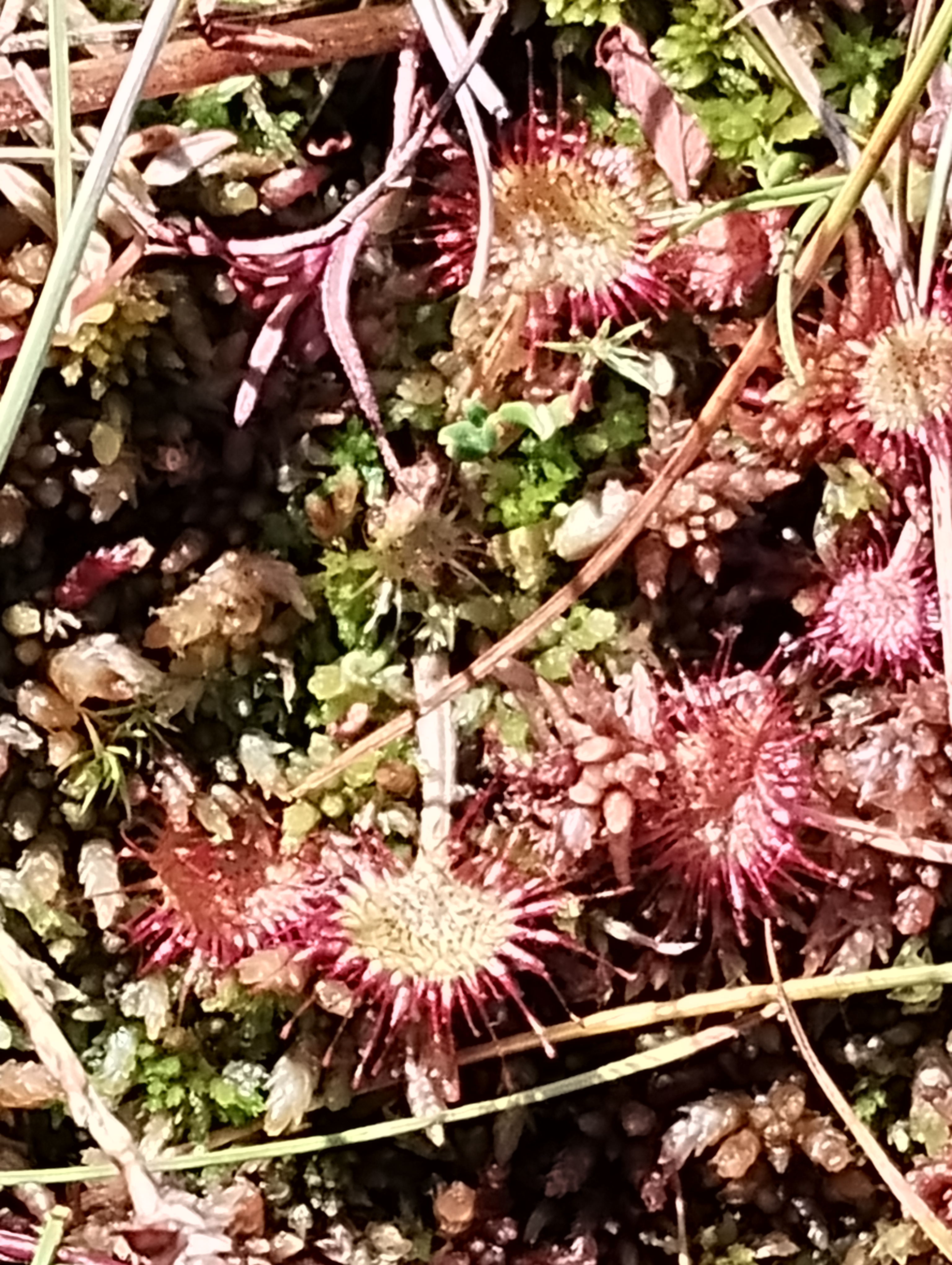
rosnatka okrouhlolistá
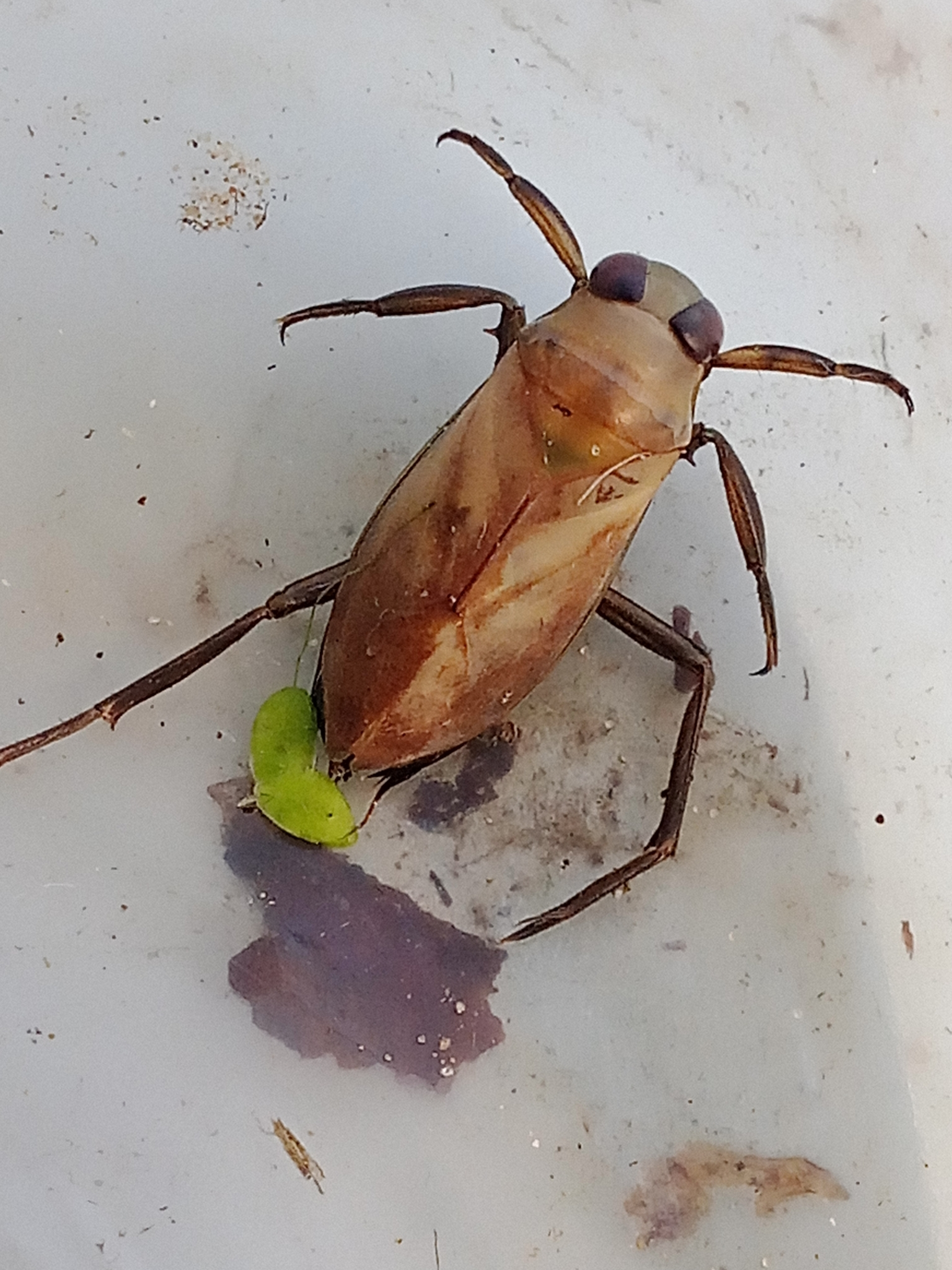
znakoplavka horská

## Fotogalerie

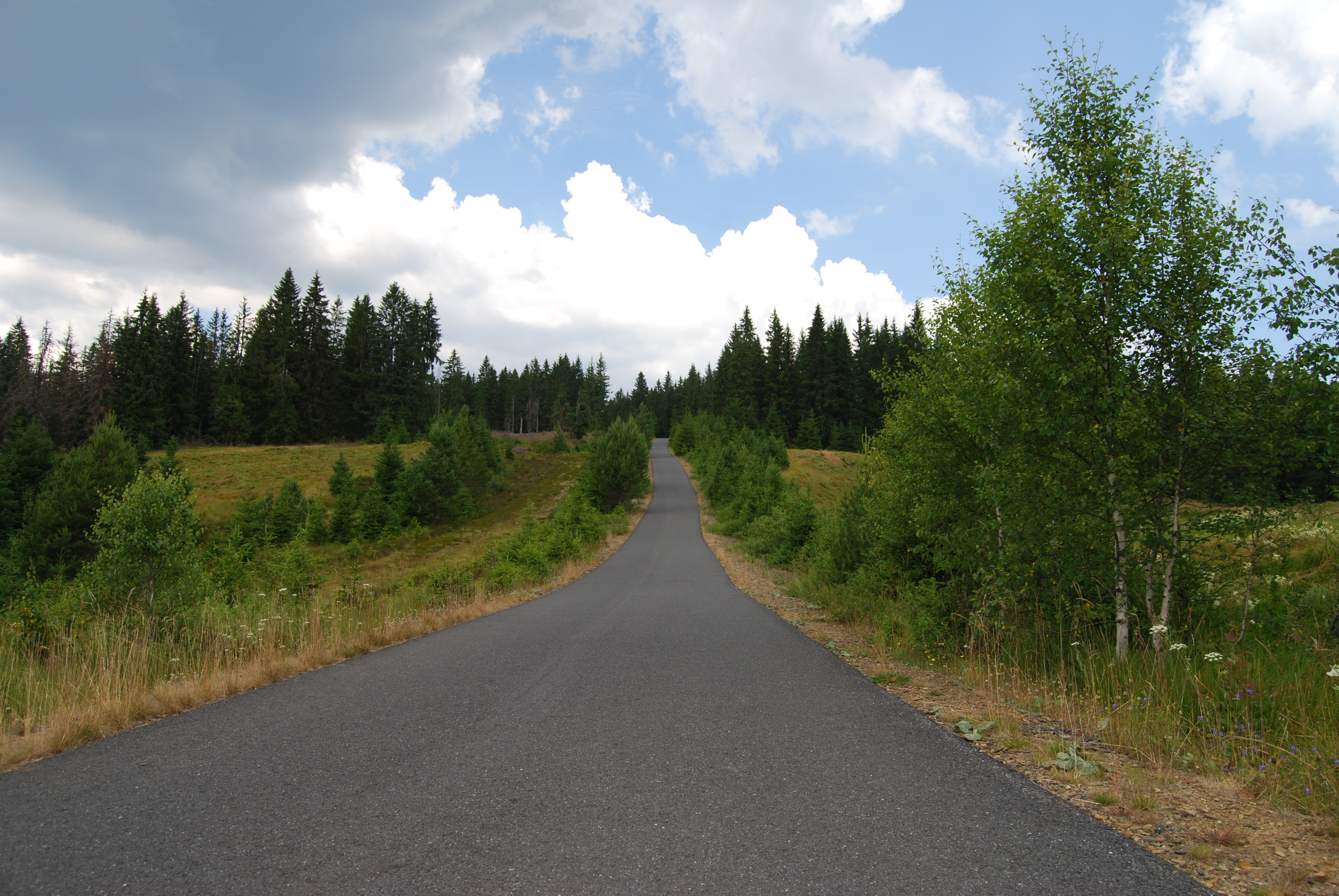
Přístupová cesta k rašeliništi
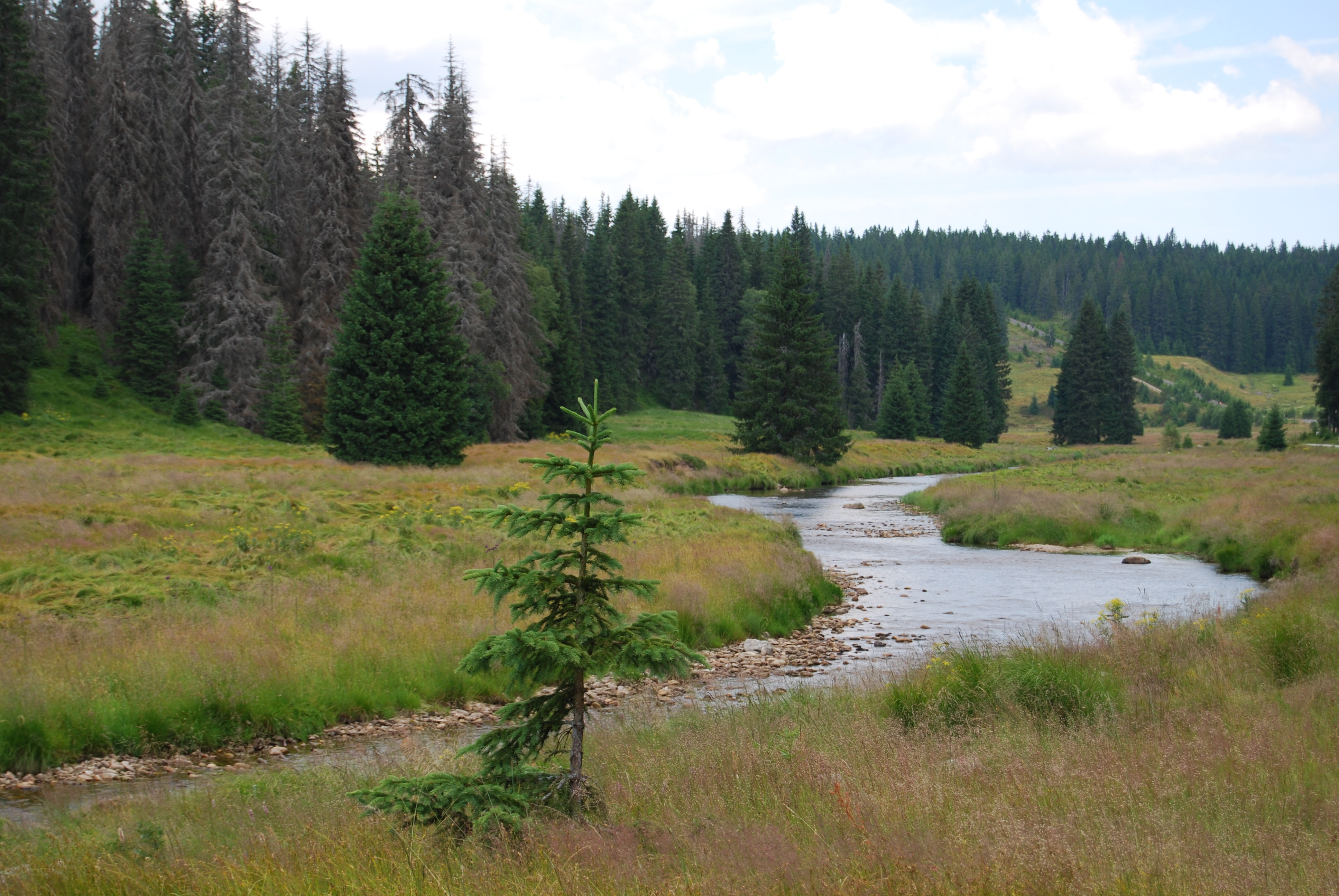
Okolí Roklanského potoka
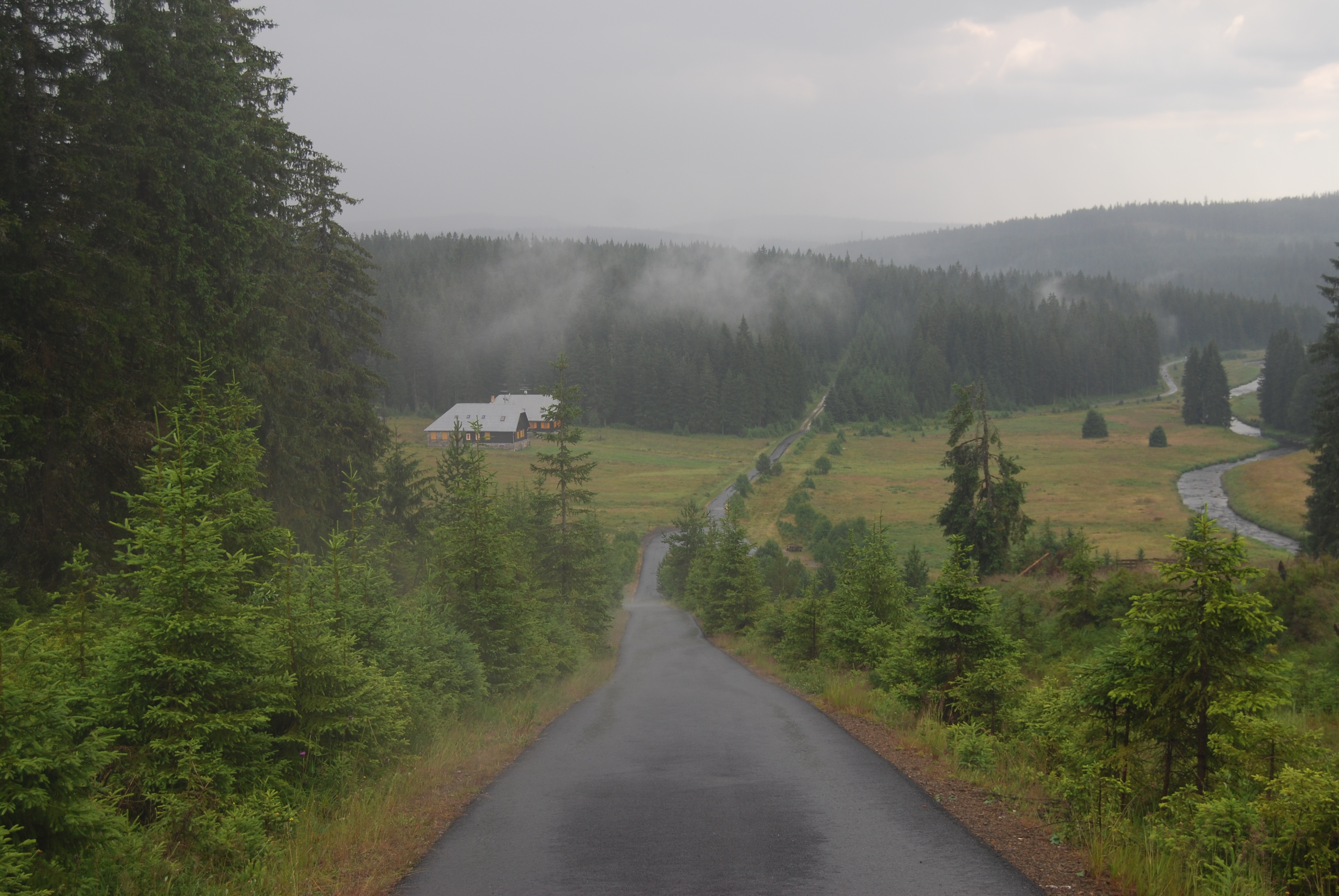
Pohled na okolí
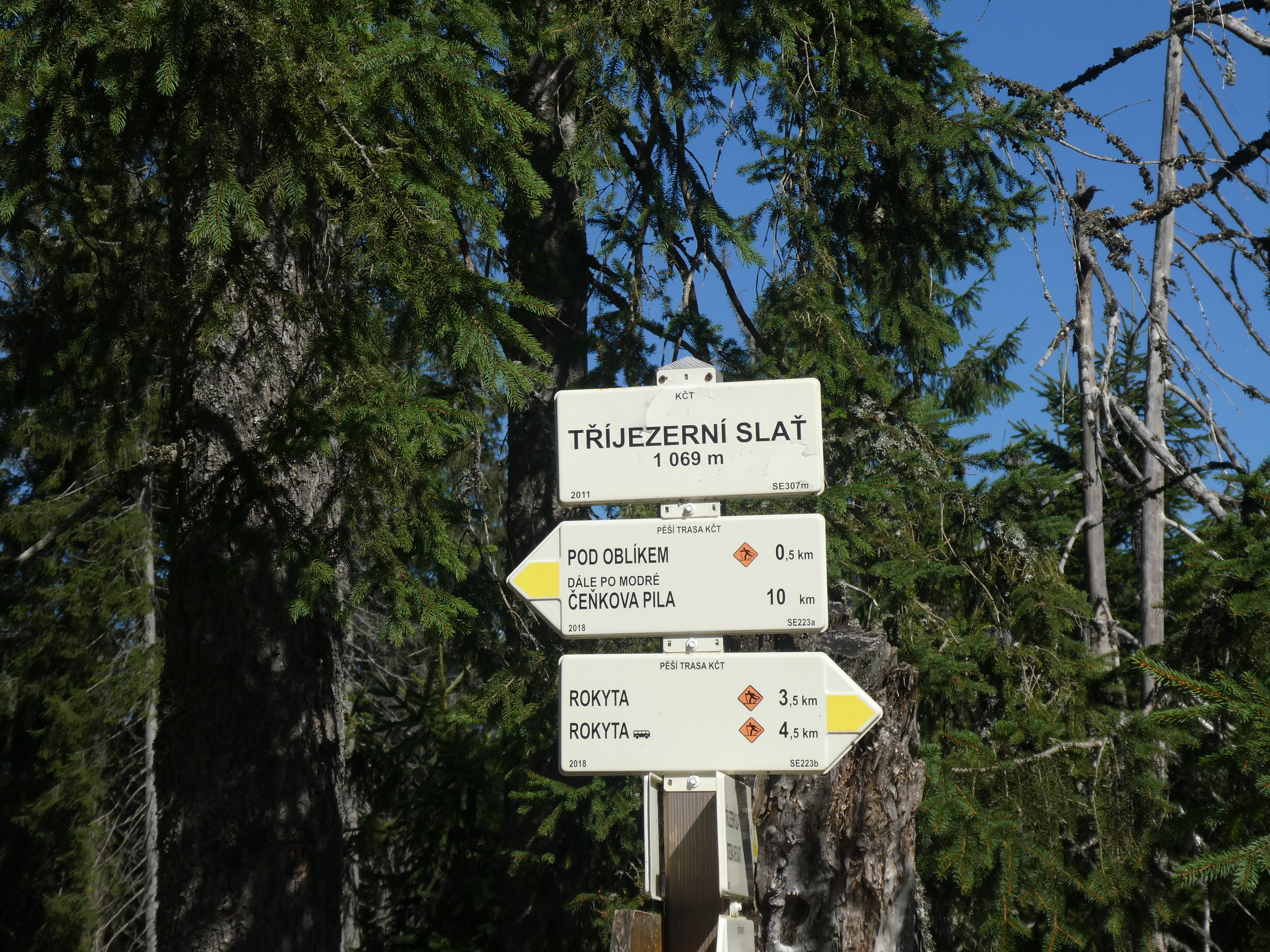
Tříjezerní slať - značení KČT
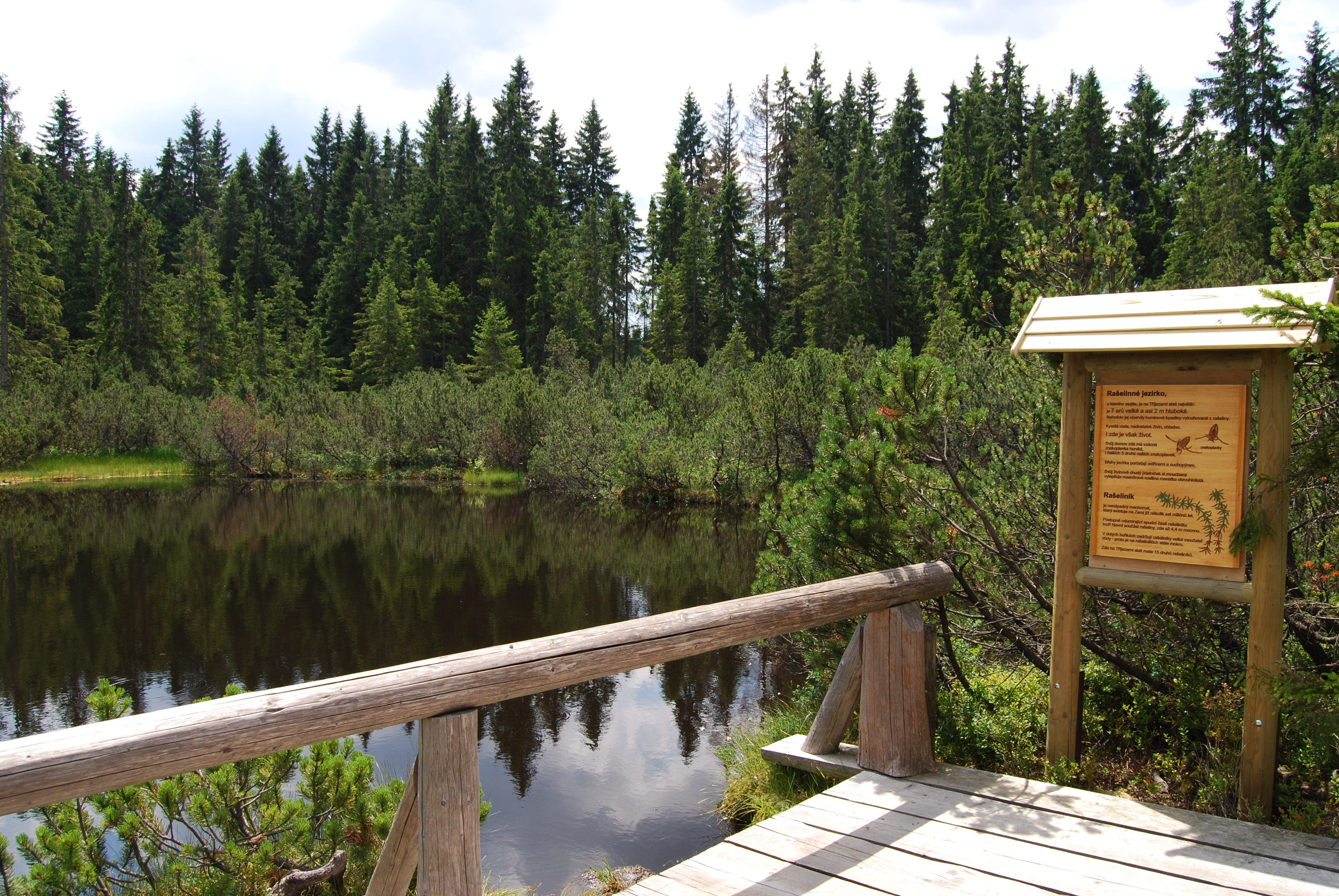
Jezírko s informačním panelem
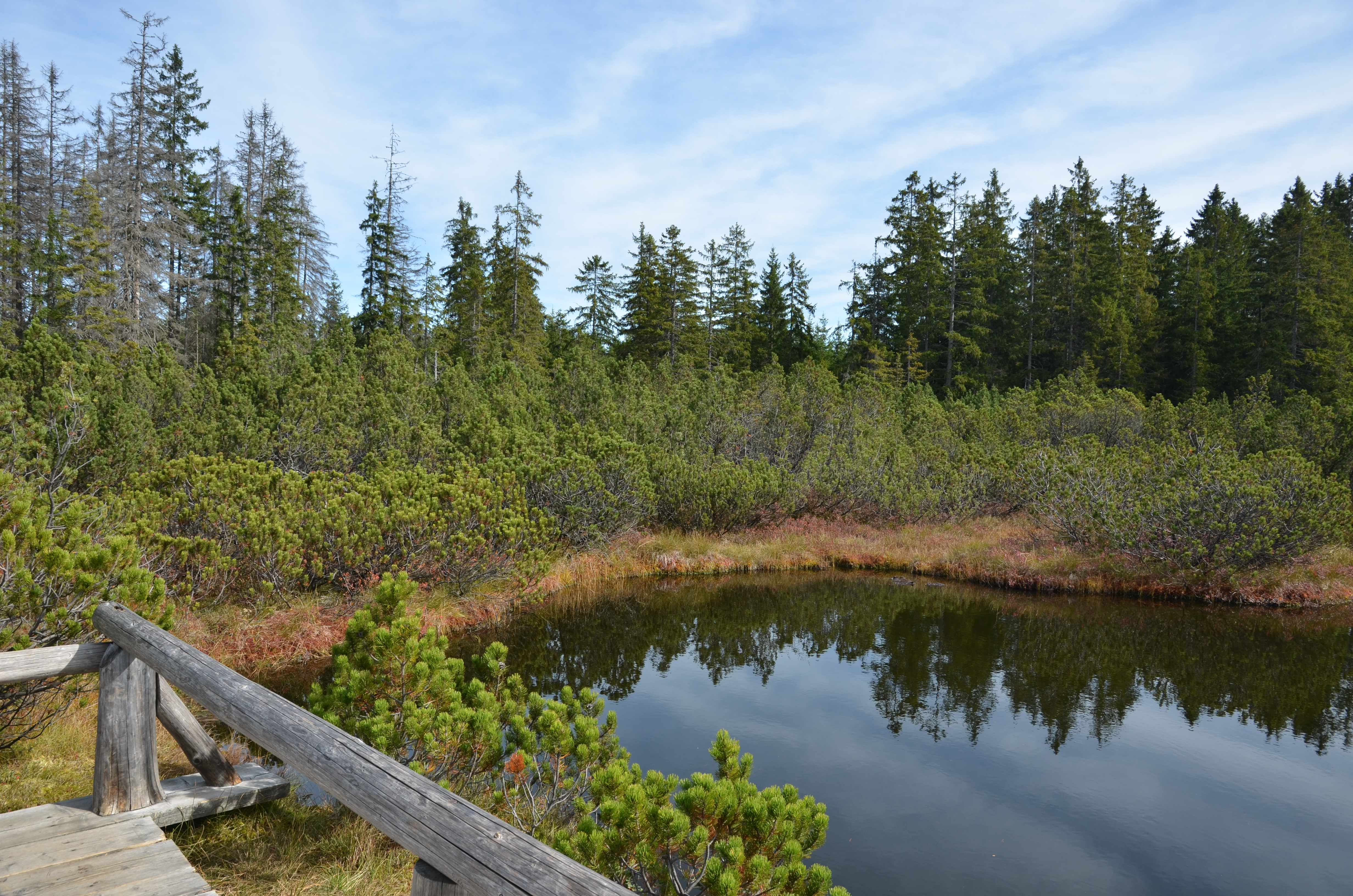
Největší ze tří jezírek
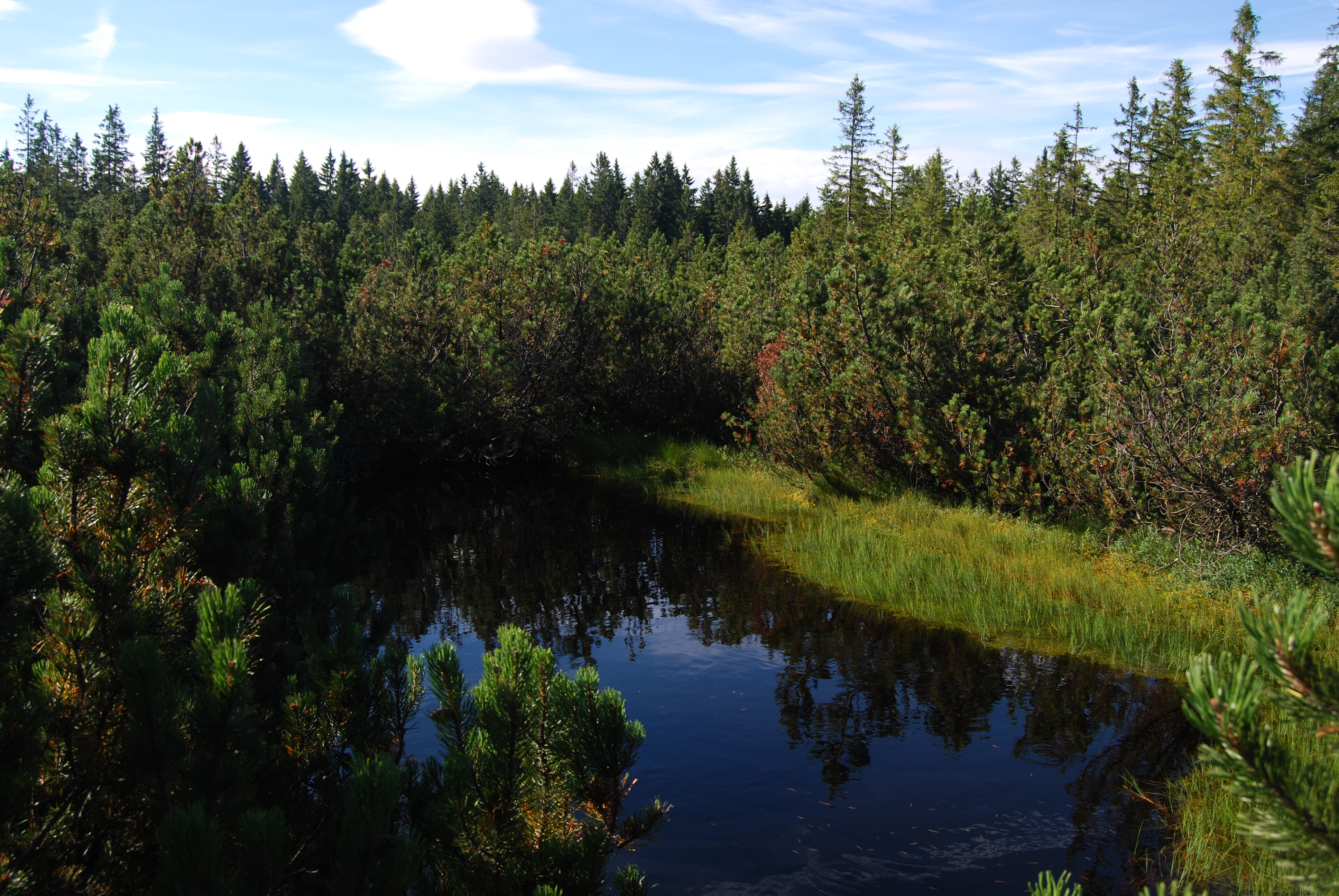
Vylouhováním rašeliny získává voda v jezírcích tmavou barvu
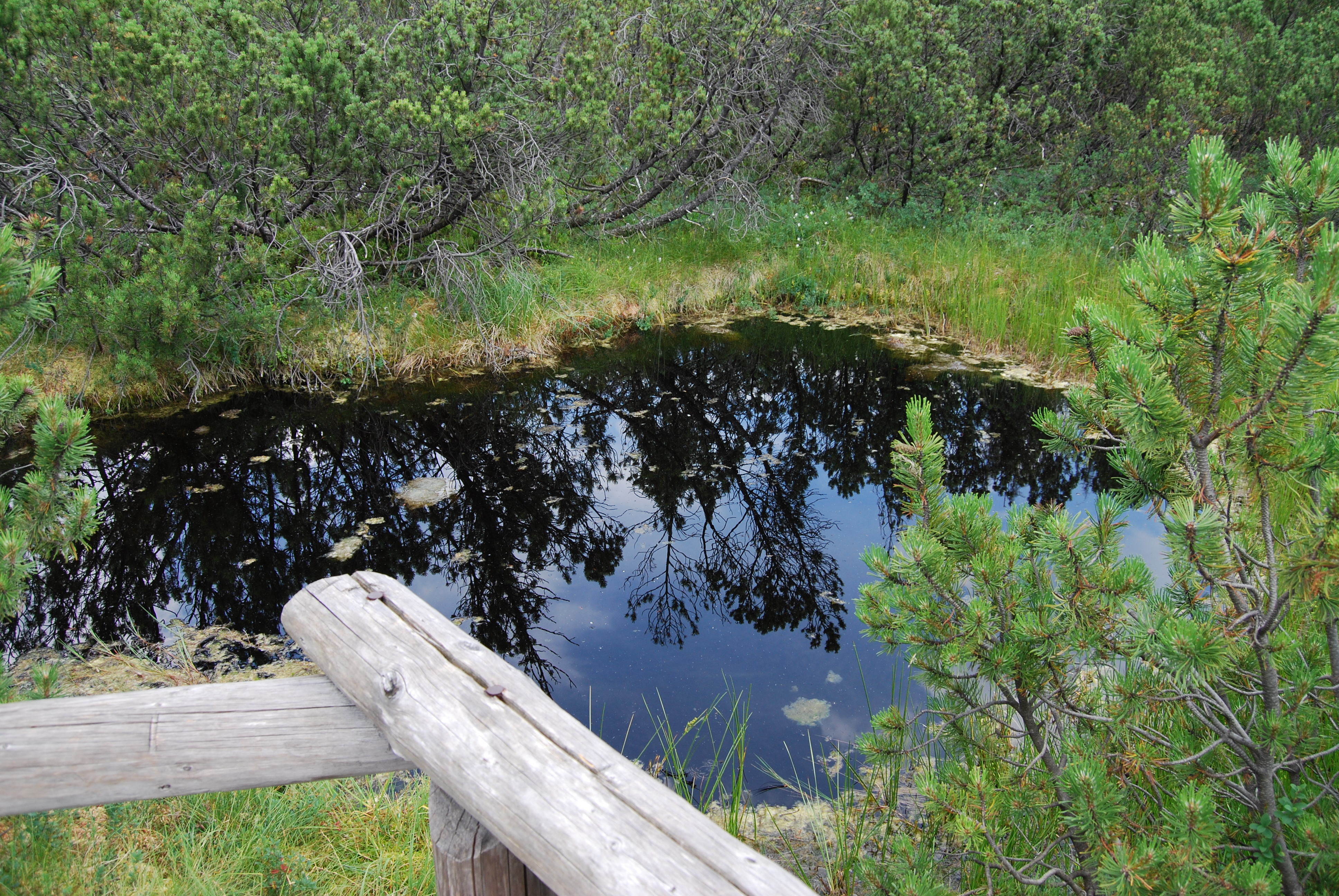
Jedno z jezírek